# Felipão (treinador de futebol)
Luiz Felipe Scolari (Passo Fundo, 9 de novembro de 1948), também conhecido como Felipão, é um treinador e ex-futebolista ítalo-brasileiro que atuava como zagueiro. Atualmente, é coordenador técnico do Grêmio.
Um dos técnicos brasileiros mais vitoriosos da história, viveu seu auge nas décadas de 90 e 2000, sendo campeão em diversos clubes e conduzindo a Seleção Brasileira ao pentacampeonato em 2002. Entre os times que treinou, teve importantes e vitoriosas passagens por Grêmio e Palmeiras, com os quais conquistou a Copa Libertadores da América, além de ter treinado o inglês Chelsea. Em 2013, foi campeão da Copa das Confederações pela Seleção Brasileira. É um dos três treinadores a vencer a tríplice coroa clássica (principal copa continental, campeonato e copa nacional) por um mesmo clube brasileiro, feito que obteve dirigindo Grêmio (Copa do Brasil de 1994; Libertadores de 1995; Brasileirão de 1996) e Palmeiras (Copa do Brasil de 1998 e 2012; Libertadores de 1999; Brasileirão de 2018).
É descendente de italianos, pois seus avós eram imigrantes da região do Vêneto. Além da nacionalidade brasileira, possui também a italiana.

## Carreira como jogador
Scolari começou sua carreira futebolística aos dezessete anos, jogando nos juvenis do Aimoré, da cidade gaúcha de São Leopoldo. Seu interesse pelo futebol ocorreu por influência de seu pai, Benjamin Scolari, que, na sua época, também havia atuado como zagueiro no sul do Brasil. Apesar de não ser reconhecido como um jogador habilidoso, destacou-se pelo seu estilo aguerrido e de liderança, muitas vezes sendo capitão nas equipes por onde passou. Depois do Aimoré, transferiu-se para o Caxias, uma equipe de maior prestígio dentro do cenário gaúcho, onde jogou por sete anos.
Depois disso, jogou ainda por Juventude, Novo Hamburgo e CSA — neste último, conquistou seu último título como jogador: o Campeonato Alagoano de 1981.

## Professor
Luiz Felipe Scolari foi professor de educação física na Escola A. J. Renner, também conhecida como Escola Industrial, localizada no município de Montenegro, cidade localizada a, aproximadamente, 60 km de Porto Alegre. Naquela época, não era tão famoso, mas dedicava-se intensamente às atividades educacionais.
Além disso, também foi professor de educação física na cidade de Caxias do Sul, em instituições como a Escola Estadual Cristóvão Mendonza e o Colégio La Salle Carmo.
Mais recentemente, no final de outubro de 2021, foi anunciado como professor do Futebol Interativo, uma escola de cursos para o futebol, onde ministrou um curso presencial para treinadores.

## Carreira como treinador

### Começo em Alagoas pelo CSA
Após ter encerrado a carreira de jogador pelo CSA no ano anterior, sendo campeão estadual. Felipão foi anunciado como treinador da equipe após a saída de Walmir Louruz. Em 1982, Felipão assumiu a equipe na Série A do Brasileiro em um jogo contra o Sport, no Estádio Rei Pelé, perdendo de 2x1. Felipão teve um retrospecto de 1 vitória, 4 empates e 2 derrotas. Foi dispensado depois do time cair para a Taça de Prata do mesmo ano.

### Clubes gaúchos, Goiás e Oriente Médio
Após a primeira experiência como técnico, retornou à sua terra natal para passar por diversos clubes gaúchos. Com duas passagens pelo Juventude, uma por Brasil de Pelotas e Pelotas. Após conseguir destaque nas passagens pelo Juventude, onde realizou uma série de amistosos no Oriente Médio voltando invicto, com vitórias sobre grande clubes e até seleções daquele continente, foi para o Grêmio (estreou no dia 3 de junho e logo depois conquistou o Campeonato Gaúcho de 1987), teve reconhecimento regional, tendo ainda realizado trabalhos no Al-Shabab, da Arábia Saudita, e no Goiás.
Em 1989 foi para o Kuwait, onde foi campeão da Copa do Emirado com o Qadsia SC e campeão da Copa do Golfo em 1990 com a Seleção do Kuwait.

### Criciúma e novas passagens no Oriente Médio
Em 1991, levou o Criciúma ao título da Copa do Brasil, maior glória da história do clube, feito pelo qual ganhou reconhecimento no Brasil. No mesmo ano, foi contratado pelo Al-Ahli e treinou mais uma vez o Qadsia, não obtendo sucesso.

### Grêmio
Felipão retornou ao Grêmio em 1993, onde conquistou vários títulos, dentre eles a Copa do Brasil de 1994, a Copa Libertadores da América de 1995 e o Campeonato Brasileiro de 1996, além dos títulos estaduais.
No Mundial de Clubes, formato intercontinental de 1995, o time de Felipão perdeu nos pênaltis para o Ajax, depois de empatar sem gols e atuar boa parte do jogo com um jogador a menos. Na época, o time holandês possuía a base da seleção do país que disputaria a Copa do Mundo FIFA de 1998.
No início, Felipão recebeu duras críticas por ser considerado um técnico "retranqueiro", de "jogo feio" e que "mandava bater nos adversários", porém, com o decorrer do tempo ficou marcado como um dos maiores ídolos do Grêmio, e até hoje é lembrado e respeitado pelos torcedores do clube gaúcho.

### Palmeiras
Em 1997, após dirigir o Júbilo Iwata, do Japão, transferiu-se para o Palmeiras, onde foi vice-campeão do Campeonato Brasileiro do mesmo ano, perdendo o título para o Vasco, do artilheiro Edmundo. Empatou as duas partidas finais, mas pelo fato do clube carioca ter melhor aproveitamento na primeira fase, acabou ficando com o título.
Em 1998, após receber algumas críticas, deu a volta por cima com o time alviverde, sagrando-se campeão da Copa do Brasil, quando venceu a final da competição contra o Cruzeiro. E também conquistou um título continental: a Copa Mercosul, também em cima da Raposa. Ainda em 1998, Felipão elogiou o ex-general e ditador chileno Augusto Pinochet, dizendo que "Ajeitou muitas coisas lá no Chile. O pessoal estava meio desajeitado. Ele pode ter feito uma ou outra retaliaçãozinha aqui e ali, mas fez muito mais do que não fez."
Meses depois, em 1999, alcançou seu ápice no clube, conquistando a Libertadores da América, um título inédito, e novamente marcando seu nome na história de um clube brasileiro. No Mundial de Clubes, acabou novamente sendo vice-campeão, desta vez perdendo para o Manchester United por um placar mínimo, com direito a um gol mal anulado do meia Alex enquanto o placar ainda estava zerado.
Em 2000, o seu último ano de sua primeira passagem no clube, chegou mais uma vez a final da Copa Libertadores da América, onde fez uma semifinal épica contra o maior rival do Palmeiras — o Corinthians. E, novamente, viu seu time eliminar o maior rival nos pênaltis, mas acabou perdendo o título para o Boca Juniors, também na decisão por penalidades. E, antes de deixar o clube, ainda esteve em frente a conquista do Torneio Rio-São Paulo, dando ao time a vaga na Copa dos Campeões, competição que daria vaga ao time na próxima edição da Libertadores. No mesmo ano, foi acusado pelo então dirigente do Grêmio, Antônio Vicente Martins, de ser admirador de Pinochet, a quem havia elogiado no início de sua passagem pelo Palmeiras.

### Cruzeiro e Seleção Brasileira
Foi quando esteve no Cruzeiro, após uma campanha exemplar, culminando no título interestadual da Copa Sul-Minas de 2001 — no time badalado à época pelo capitão argentino e ídolo celeste Juan Pablo Sorín — que foi convocado para dirigir pela primeira vez a Seleção Brasileira, em 2001 com a função de substituir seu antecessor Emerson Leão. O apresentador Milton Neves diz que foi o responsável pelo técnico ter sido convidado para dirigir a Seleção. Ele conta que recebeu ligação de Ricardo Teixeira, que quis saber a opinião do jornalista sobre quem deveria ser contratado para o lugar de Emerson Leão: “O Ricardo Teixeira queria ouvir algumas pessoas para decidir entre Felipão e Luxemburgo, meu desafeto. Eu respondi logo, 'é Felipão'. O Teixeira disse que meu voto foi de desempate e ligaria em seguida para convidar o Felipão”.
Quando assumiu, a seleção estava ameaçada de não se classificar para o Mundial do ano seguinte. Sua estreia pela Seleção Brasileira ocorreu em uma derrota por 1 a 0 para o Uruguai no Estádio Centenario pela Eliminatórias da Copa do Mundo FIFA de 2002.Conseguiu a classificação, mas a participação não convincente nas Eliminatórias e a derrota para Honduras na Copa América de 2001 fizeram com que a seleção ficasse desacreditada pela torcida e a imprensa. Além disto, nos meses que antecederam a Copa de 2002, Felipão foi muito criticado por não convocar o atacante Romário, como pediam os torcedores. Mas, em seguida, conquistou o maior título de sua carreira: a Copa do Mundo de 2002. Realizando uma campanha perfeita, com sete vitórias, venceu a Alemanha por 2 a 0 na decisão, em Yokohama. Felipão foi reconhecido como um dos responsáveis pela vitória, por ter conseguido reconstruir a equipe, definir o estilo de jogo, unir os jogadores e por ter apostado em Ronaldo e Rivaldo, que decidiram o Mundial para o Brasil.

### Seleção Portuguesa
Após a conquista, a torcida pediu a permanência de Scolari, mas o treinador manifestou seu desejo de dirigir uma equipe europeia e, assim, deixou a Seleção Brasileira. Comandou a equipe pela última vez em um amistoso contra o Paraguai, em agosto de 2002. Logo depois, recebeu convite da Federação Portuguesa de Futebol para dirigir a Seleção Portuguesa, o que veio a ocorrer em 2003. Desde então, levou a equipe à final da Eurocopa de 2004, sendo derrotada pela Grécia no Estádio da Luz, em Lisboa. Pelos resultados obtidos na competição, foi agraciado pelo então Presidente da República Portuguesa, Jorge Sampaio, no dia 5 de julho desse ano, com o grau de Comendador da Ordem do Infante D. Henrique. Em sua passagem pela seleção, enfrentou uma polêmica ao não convocar o goleiro Vítor Baía. Em entrevista em 2012, Scolari alegou que foi o presidente do Futebol Clube do Porto, Jorge Nuno Pinto da Costa, que o aconselhou a não mais convocar o joagdor por ter um temperamento difícil. Dois anos mais tarde, atingiu as semifinais da Copa do Mundo FIFA de 2006, na Alemanha. Após eliminar a Holanda e a Inglaterra nas oitavas e quartas de final, respectivamente, caiu diante da França. Na decisão do terceiro lugar, foi derrotado pela Alemanha. Apesar da quarta colocação, o resultado foi muito festejado, pois a Seleção Portuguesa não chegava às semifinais de uma Copa do Mundo desde o Mundial de 1966. Após a Copa de 2006, a torcida do Brasil pediu o retorno de Felipão à Seleção Brasileira, mas o treinador preferiu continuar em Portugal. Também recebeu um convite para treinar a seleção da Inglaterra, mas recusou.
É considerado um dos responsáveis pela ascensão da carreira de Cristiano Ronaldo, pelo qual mantém grande amizade, tanto que, quando o pai do jogador morreu, em 2005, poucas horas antes de um jogo entre Portugal e Rússia, foi Scolari quem contou a CR7 sobre o falecimento.
Em partidas amistosas, Felipão dirigiu a Seleção Portuguesa contra o Brasil em duas oportunidades. Na primeira, em 2003, Portugal venceu por 2–1, na cidade do Porto. Em 2007, nova vitória portuguesa, desta vez por 2–0, em jogo disputado em Londres.
Após a eliminação frente à Alemanha na Euro 2008, nas quartas de final, Scolari deixou a Seleção Portuguesa para assumir o comando do Chelsea, seu primeiro clube de ponta no futebol europeu.

### Chelsea

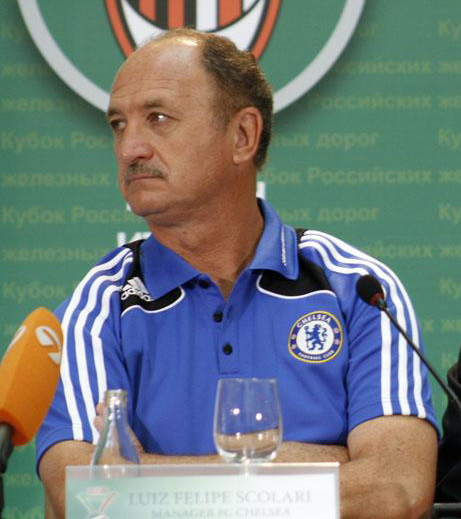
Felipão durante uma coletiva do Chelsea

Felipão foi apresentado à imprensa londrina no dia 1 de julho de 2008, e fez sua estreia oficial pelos Blues no dia 17 de agosto, contra o Portsmouth, pela Premier League, vencendo a partida por 4–0. Em dezembro o brasileiro ajudou o Chelsea a atingir a marca histórica de onze vitórias consecutivas fora de casa pelo Campeonato Inglês (oito delas sob comando dele), superando um antigo recorde do Tottenham que perdurava desde 1960. No entanto, o desempenho do clube nos jogos em casa deixava a desejar, principalmente nos clássicos.
Depois de uma série de resultados considerados ruins pela diretoria do Chelsea, Felipão acabou sendo demitido pelo time londrino, no dia 9 de fevereiro de 2009, após um empate contra o Hull City, que deixou o time sete pontos atrás do líder, Manchester United. O auxiliar técnico, Ray Wilkins, foi promovido interinamente ao lugar de Scolari no cargo de treinador. Segundo a imprensa, Luiz Felipe não recebeu reforços, o que fez sua passagem pelo Chelsea ser prejudicada, visto que as equipes que disputavam o título da Premier League contrataram novos jogadores. Além disso, haveria problemas de relacionamento do técnico com seus comandados. Na sua passagem, Felipão teve um aproveitamento de 62%, com 19 vitórias, 10 empates e 7 derrotas, totalizando trinta e seis partidas disputadas. Em uma nota oficial, o treinador desejou sorte ao seu ex-time, "lamentou que a convivência com todos não tivesse sido duradoura", mas ressaltou que "seguirá morando em Londres".
Após a demissão de Felipão, o seu assessor de imprensa, Acaz Felleger, disse que crer que a decisão da demissão foi do presidente Roman Abramovich, uma vez que Felipão sempre teve o apoio de Peter Kenyon, chefe executivo do Chelsea. Ele ainda lembrou que a falta de contratações foi um fator preponderante para o trabalho aquém às expectativas de Felipão no clube.
Como indenização por quebra de contrato, Scolari teria recebido 15 milhões de libras. O seu salário era de cerca de 600 mil libras mensais e valia até julho de 2010.

### Bunyodkor
Scolari começou a treinar o Bunyodkor, do Uzbequistão, no dia 1 de julho de 2009, em princípio, por dezoito meses. Na chegada a Tashkent, em 26 de junho, Felipão foi recebido com festa pela torcida do clube. Em outubro do mesmo ano, conquistou de forma invicta, com quatro rodadas de antecipação e um incrível recorde de 23 vitórias seguidas, o Campeonato Uzbeque de 2009.
Em 4 de junho de 2010, o site oficial do clube anunciou a saída de Scolari, que durante as fases finais da Copa do Mundo FIFA de 2010 foi comentarista em uma emissora de TV da África do Sul. Após a Copa, foi novamente cotado para voltar à Seleção Brasileira, mas preferiu ir para o Palmeiras, onde já tinha acertado contrato.

### Retorno ao Palmeiras

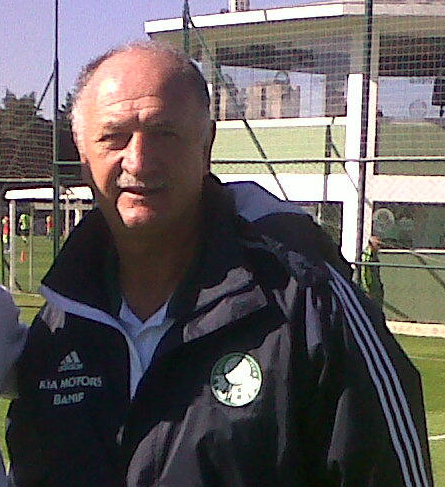
Felipão com o Palmeiras em 2012

No dia 13 de junho de 2010, após semanas de especulações e negociações, foi oficializado seu retorno ao Palmeiras, após a Copa do Mundo FIFA da África do Sul. Foi apresentado como treinador em 15 de julho.
No dia 11 de julho de 2012, conquistou a Copa do Brasil de forma invicta, interrompendo um jejum de doze anos sem títulos nacionais da equipe. Mesmo assim, devido a má campanha da equipe no Campeonato Brasileiro, acabou deixando o Palmeiras no dia 13 de setembro. Em sua segunda passagem pelo clube, Felipão fez 165 jogos, sendo 70 vitórias, 50 empates e 45 derrotas, um aproveitamento de 52,5%. Somando suas duas passagens, dirigiu o Verdão em 407 jogos, somando 192 vitórias, 111 empates e 104 derrotas. Na história palmeirense, só fica atrás de Osvaldo Brandão, com 580 jogos, como treinador que mais vezes comandou equipe.

### Segunda passagem pela Seleção Brasileira

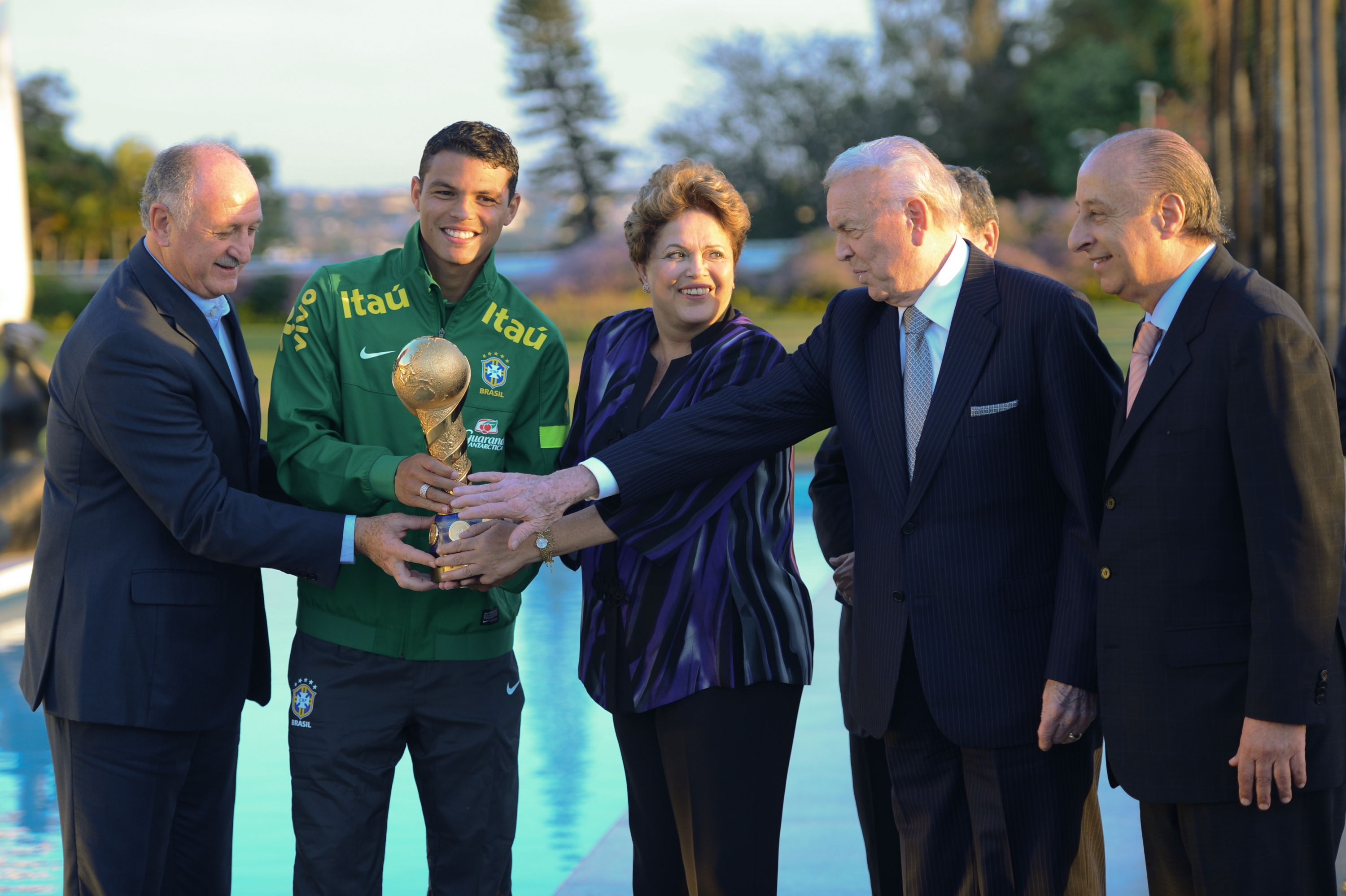
Presidente Dilma Rousseff recebendo a Seleção Brasileira

Em 28 de novembro de 2012, logo depois de Andrés Sanchez deixar o cargo de diretor de Seleções da CBF, foi confirmado o retorno de Felipão à Seleção Brasileira. O treinador chegou para substituir Mano Menezes pouco mais de dez anos após a conquista do penta, dessa vez com Parreira, o treinador do tetra, como seu auxiliar técnico. Felipão foi apresentado oficialmente no dia seguinte, durante uma coletiva de imprensa no Rio de Janeiro. Reestreou numa derrota por 2 a 1 para a Inglaterra, em amisto realizado no Estádio de Wembley.
Sua reestreia oficial foi na vitória por 3 a 0 diante do Japão no Estádio Mané Garrincha, pela fase de grupos da Copa das Confederações de 2013. Comandando uma equipe que contou com o brilho de Thiago Silva, David Luiz, Neymar e Fred, a Seleção Brasileira sagrou-se campeã do torneio realizado em solo nacional.

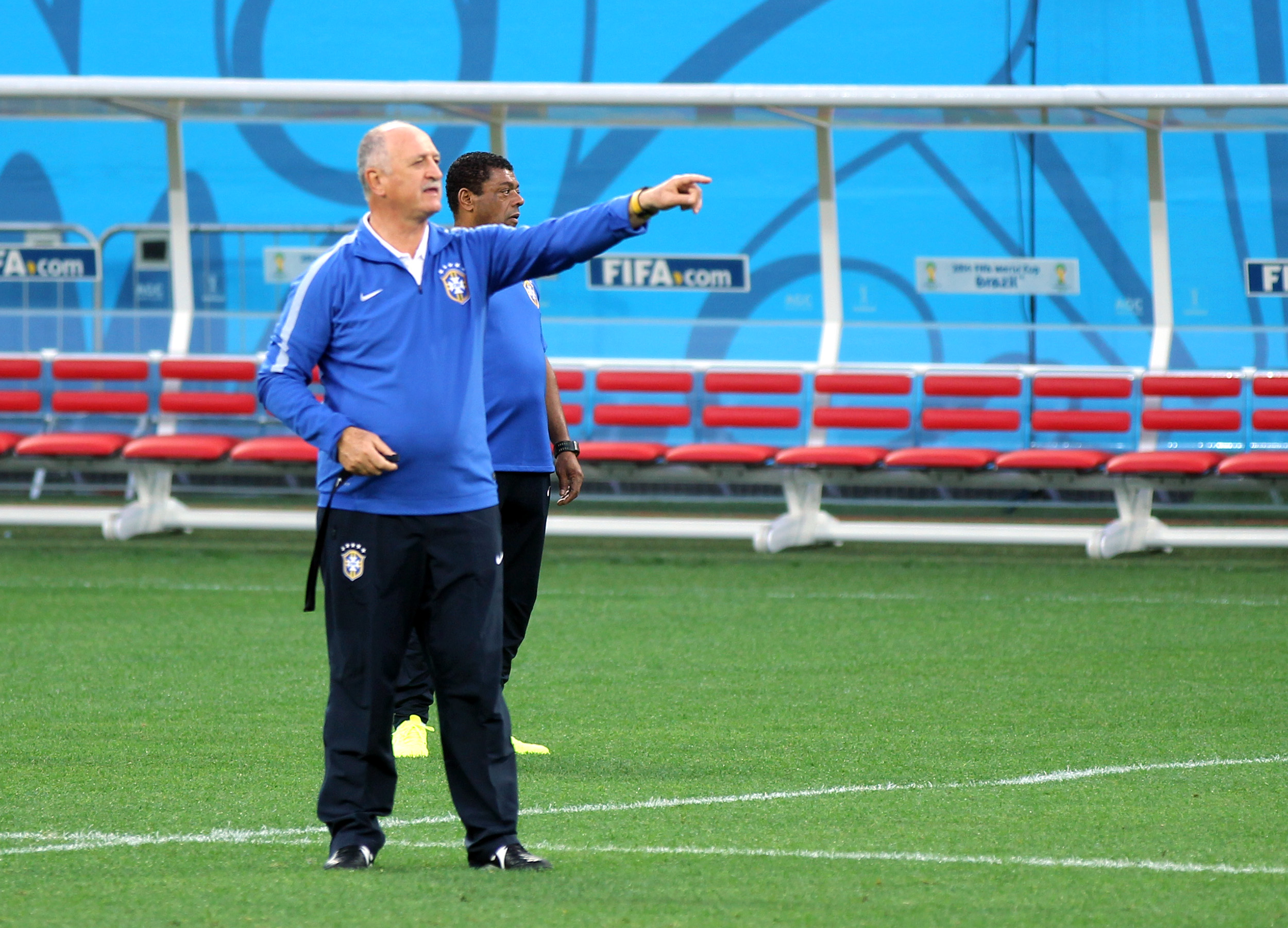
Felipão comandando o Brasil na Copa do Mundo de 2014

Na Copa do Mundo FIFA de 2014, acumulou três vitórias (3–1 sobre a Croácia e 4–1 sobre Camarões na primeira fase; 2–1 contra a Colômbia nas quartas de final) e dois empates (0–0 contra o México na primeira fase e 1–1 contra o Chile nas oitavas de final, superando-os na disputa por pênaltis por 3–2), porém a Seleção sofreu duas derrotas seguidas na fase final: para a Alemanha, por expressivos e humilhantes 7–1 na semifinal. Sua última partida pela Seleção Brasileira foi na derrota por 3 a 0 diante da Holanda no Estádio Mané Garrincha, válido pela disputa do terceiro lugar da Copa do Mundo FIFA de 2014. Em decorrência destes resultados, na madrugada de 14 de julho, foi anunciada a demissão de Scolari, Parreira e da comissão técnica.
Felipão foi muito criticado pela forma como escalou o Brasil para enfrentar a Alemanha na semifinal e por relutar em fazer mudanças táticas na equipe durante todo o Mundial. Assumiu a culpa pela derrota, pediu desculpas à torcida e disse que este foi o pior dia da vida dele, mas também declarou que não se arrepende da escalação.

### Retorno ao Grêmio
No dia 29 de julho de 2014, depois de 18 anos separados, um dos técnicos mais vitoriosos da história do clube foi anunciado como novo treinador do clube no lugar de Enderson Moreira. Foi recebido em grande festa pela torcida tricolor, tendo como um dos resultados mais destacados até aqui a vitória de goleada (4–1) sobre o rival Internacional no Campeonato Brasileiro, a maior vitória em clássicos do tricolor gaúcho desde 1990.
No dia 14 de fevereiro de 2015, durante a derrota do Grêmio para o Veranópolis pelo Campeonato Gaúcho, Felipão deixou o banco de reservas e foi para o vestiário antes mesmo do fim da partida, e o episódio teve repercussão na imprensa. Disse que se sentiu envergonhado, porque a equipe não vinha apresentando em campo o que fazia nos treinos.
No dia 19 de maio, Felipão pediu demissão. Segundo o presidente Romildo Bolzan Júnior, Felipão "entendeu que seu ciclo e sua capacidade de avançar no elenco estavam concluídas. O Grêmio aceitou o seu pedido. Estendeu a situação à toda a comissão técnica. O departamento de futebol permanece como está — disse Romildo. — O trabalho foi bom, mas o desgaste aconteceu — argumentou." Com Felipão saíram os auxiliares Murtosa, Ivo Wortmann e o preparador físico Darlan Schneider.

### Guangzhou Evergrande
No dia 4 de junho, no mesmo dia que o ex-técnico do Guangzhou Evergrande foi demitido, o italiano Fabio Cannavaro, Felipão fechou um acordo de dois anos e meio com a equipe chinesa, onde, junto com ele, foram Flávio Murtosa, Ivo Wortmann e Darlan Schneider, que integraram a comissão técnica.
No dia 31 de outubro, Felipão conquistou com o Guangzhou Evergrande o título do Campeonato Chinês. Dez dias depois, foi escolhido o técnico do ano na China. Felipão também foi campeão da Liga dos Campeões da AFC com o Guangzhou Evergrande, e com esse título classificou a equipe para a disputa do Copa do Mundo de Clubes da FIFA, no Japão, em que o Guangzhou terminou em quarto lugar.
No dia 29 de junho de 2016, Felipão falou sobre a possibilidade de treinar a Seleção Inglesa após a saída do técnico Roy Hodgson, demitido por causa da eliminação da Inglaterra na Eurocopa de 2016. Apesar do interesse, Felipão não falou na entrevista se recebeu algum convite para assumir a Seleção. Mas o treinador acabou continuando no comando do Guangzhou.
Após dois anos e meio à frente do Guangzhou, em reunião no dia 16 de outubro de 2017, o técnico brasileiro comunicou à diretoria do clube chinês que não renovaria seu contrato (que venceria dia 30 de novembro).

### Terceira passagem pelo Palmeiras

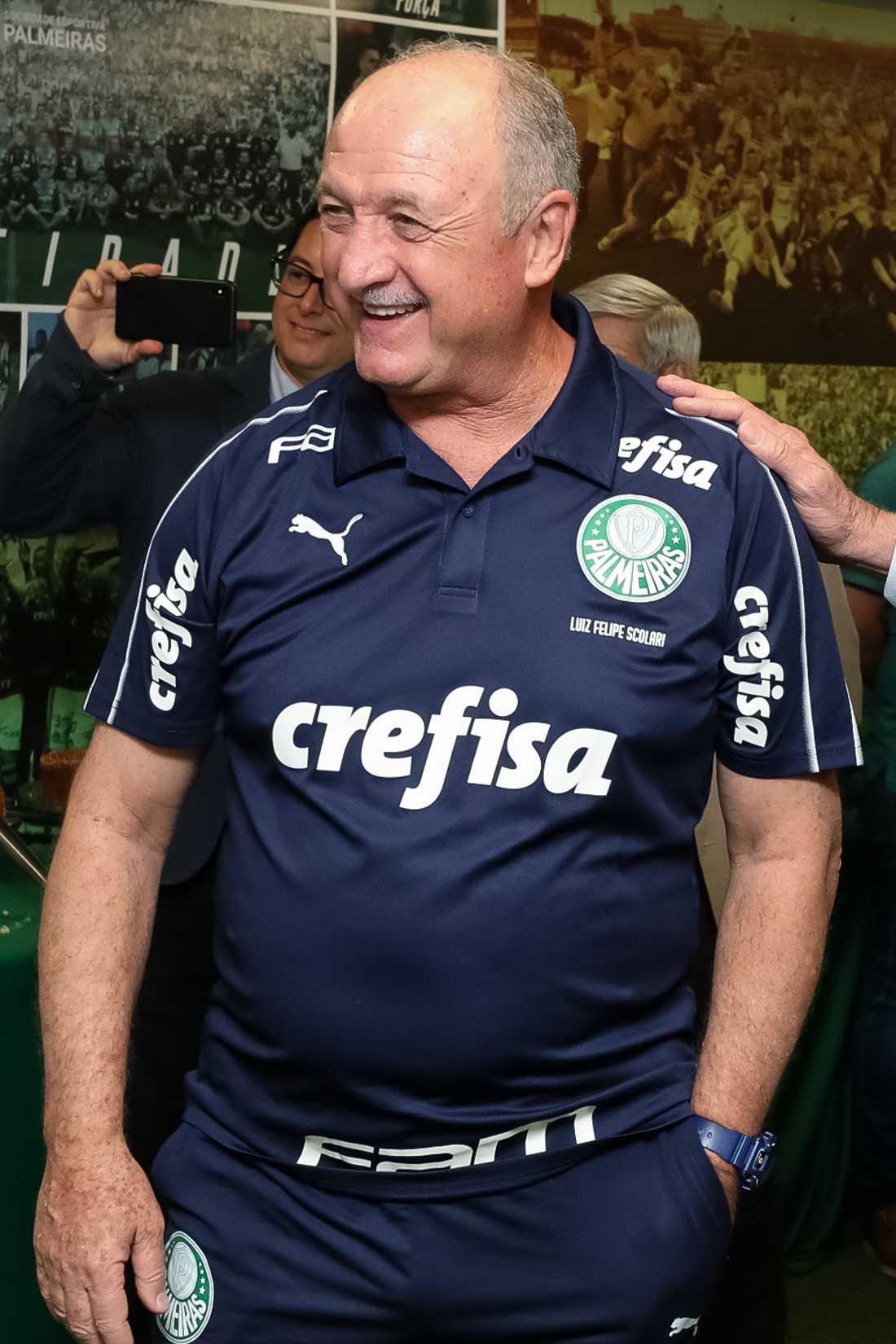
Felipão na sua terceira passagem pelo Palmeiras

Em 26 de julho de 2018, acertou seu retorno ao Palmeiras pela terceira vez. No dia 25 de novembro, sagrou-se campeão brasileiro com a equipe alviverde ao vencer o Vasco da Gama, após conseguir uma campanha invicta por vinte e três rodadas desde sua chegada ao clube e o melhor turno da história dos pontos corridos na ocasião.

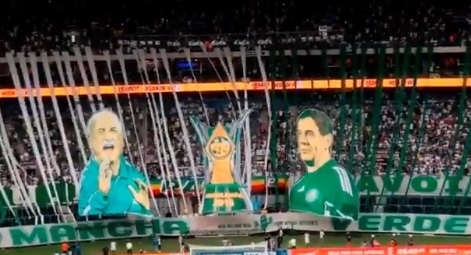
Mosaico feito pela torcida Mancha Verde na partida de entrega da taça do Brasileirão de 2018

Com a conquista, que foi a décima do Palmeiras na competição, Felipão tornou-se o treinador mais velho a conquistar um Brasileirão e aumentou sua vantagem como o técnico brasileiro mais vencedor da história, com vinte e sete títulos.
No dia 12 de março de 2019, em uma partida contra o Melgar, do Peru, Scolari tornou-se o treinador brasileiro com mais jogos pela Copa Libertadores da América.
Em 2 de setembro, após uma derrota por 3–0 para o Flamengo, em partida válido pelo Campeonato Brasileiro, foi demitido. Após receber uma proposta do Colo-Colo, em fevereiro de 2020, Scolari chegou a negociar com o time chileno, mas teve seu nome reprovado em massa pela torcida chilena, que não gostou de seu apoio ao ex-ditador Pinochet.

### Retorno ao Cruzeiro
Em 15 de outubro de 2020, Scolari acertou com o Cruzeiro até o fim de 2022. O treinador chegou com a missão de livrar a equipe do rebaixamento para a Série C, obtendo sucesso em seu objetivo.
No dia 15 de dezembro, Felipão recebeu, de maneira informal, um convite para trabalhar no Chile. Mas como ainda não havia concluído seu principal objetivo no Cruzeiro, o treinador acabou recusando o convite, fato este que gerou grande repercussão na imprensa nacional e também internacional.
Porém, ao longo de seu trabalho no clube mineiro, Scolari teve vários desgastes com a diretoria, principalmente em relação aos atrasos nos salários dos atletas e a má gestão do planejamento estrutural do elenco. Em diversas oportunidades, o treinador deixava claro o seu descontentamento com a quantidade de jovens jogadores presentes no plantel profissional do time, que segundo ele, muitos ainda não estavam maduros o suficiente para encarar tamanho desafio. Mas como o clube atravessava a maior crise financeira da sua história, poucos investimentos foram feitos na contratação de atletas mais experientes, fazendo com que grande parte desses jovens fossem utilizados para suprir a carência em determinadas posições.
Felipão rescindiu seu contrato com a Raposa no dia 25 de janeiro de 2021 após um empate por 0–0 contra o Náutico, quando a equipe já não tinha riscos de ser rebaixada à Série C.

### Quarta passagem pelo Grêmio
Em julho de 2021, Scolari voltou ao Grêmio depois de seis temporadas. Ele assumiu depois que Tiago Nunes saiu do clube, deixando o time na última colocação do Campeonato Brasileiro. Felipão assinou contrato válido até o fim de 2022.
Após uma má sequência no Brasileirão que culminou numa derrota por 1–0 para o Santos, o Grêmio anunciou sua demissão na madrugada do dia 11 de outubro. Ao todo, o treinador comandou o clube gaúcho em 21 jogos, com nove vitórias, três empates e nove derrotas.

### Athletico Paranaense
Em maio de 2022, foi anunciado que exerceria a função de diretor técnico e treinador do clube, estreou em 10 de maio, na goleada de 4x0 contra o Tocantinópolis pela Copa do Brasil de 2022. Levou a equipe a Final da Libertadores da América de 2022, derrotando nas semis o então bicampeão da competição, Palmeiras, e perdendo a final por 1x0 para o Flamengo, jogando com um a menos boa parte da partida.
Em 13 de novembro de 2022, Felipão deixou o cargo de treinador do Athletico e anunciou aposentadoria, assumindo o cargo de diretor técnico.

### Atlético Mineiro
No dia 16 de junho de 2023, abandonou a aposentadoria e foi anunciado como novo treinador do Atlético Mineiro, substituindo o argentino Eduardo Coudet. O contrato tem validade até dezembro de 2024.
No dia 20 de março de 2024, o Atlético anunciou a saída de Felipão do clube, após um início de temporada com desempenhos abaixo do esperado. Pelo clube foram 41 jogos, 19 vitórias, 10 empates e 12 derrotas.

### Retorno ao Grêmio como coordenador técnico
No dia 25 de abril de 2025, o Grêmio anunciou o retorno de Scolari ao clube. Multicampeão como técnico do Tricolor nos anos 1990, Felipão agora vai atuar no clube como coordenador técnico.

## Jogos pela Seleção Brasileira principal
Legenda:      Vitórias —      Empates —      Derrotas
| Nº   | Data           | Competição                              | Local                   | Placar | Adversário     | Ref.            |
| 2001 | 2001           | 2001                                    | 2001                    | 2001   | 2001           | 2001            |
| ---- | -------------- | --------------------------------------- | ----------------------- | ------ | -------------- | --------------- |
| 1    | 1 de julho     | Eliminatórias da Copa de 2002           | Montevidéu              | 0 – 1  | Uruguai        | [ 105 ]         |
| 2    | 12 de julho    | Copa América de 2001 (grupo B)          | Cáli                    | 0 – 1  | México         | [ 105 ]         |
| 3    | 15 de julho    | Copa América de 2001 (grupo B)          | Cáli                    | 2 – 0  | Peru           | [ 105 ]         |
| 4    | 18 de julho    | Copa América de 2001 (grupo B)          | Cáli                    | 3 – 1  | Paraguai       | [ 105 ]         |
| 5    | 23 de julho    | Copa América de 2001 (quartas de final) | Manizales               | 0 – 2  | Honduras       | [ 105 ]         |
| 6    | 9 de agosto    | Amistoso                                | Curitiba                | 5 – 0  | Panamá         | [ 105 ]         |
| 7    | 15 de agosto   | Eliminatórias da Copa de 2002           | Porto Alegre            | 2 – 0  | Paraguai       | [ 105 ]         |
| 8    | 5 de setembro  | Eliminatórias da Copa de 2002           | Buenos Aires            | 1 – 2  | Argentina      | [ 105 ]         |
| 9    | 7 de outubro   | Eliminatórias da Copa de 2002           | Curitiba                | 2 – 0  | Chile          | [ 105 ]         |
| 10   | 7 de novembro  | Eliminatórias da Copa de 2002           | La Paz                  | 1 – 3  | Bolívia        | [ 105 ]         |
| 11   | 14 de novembro | Eliminatórias da Copa de 2002           | São Luís                | 3 – 0  | Venezuela      | [ 105 ]         |
| 2002 |                |                                         |                         |        |                |                 |
| 12   | 31 de janeiro  | Amistoso                                | Goiânia                 | 6 – 0  | Bolívia        | [ 105 ]         |
| 13   | 6 de fevereiro | Amistoso                                | Riad                    | 1 – 0  | Arábia Saudita | [ 105 ]         |
| 14   | 7 de março     | Amistoso                                | Cuiabá                  | 6 – 1  | Islândia       | [ 105 ]         |
| 15   | 27 de março    | Amistoso                                | Fortaleza               | 1 – 0  | Iugoslávia     | [ 105 ]         |
| 16   | 17 de abril    | Amistoso                                | Lisboa                  | 1 – 1  | Portugal       | [ 105 ]         |
| 17   | 18 de maio     | Amistoso                                | Barcelona               | 3 – 1  | Catalunha      | [ 105 ]         |
| 18   | 25 de maio     | Amistoso                                | Kuala Lumpur            | 4 – 0  | Malásia        | [ 105 ]         |
| 19   | 3 de junho     | Copa do Mundo FIFA de 2002              | Ulsan                   | 2 – 1  | Turquia        | [ 105 ]         |
| 20   | 8 de junho     | Copa do Mundo FIFA de 2002              | Seogwipo                | 4 – 0  | China          | [ 105 ]         |
| 21   | 13 de junho    | Copa do Mundo FIFA de 2002              | Suwon                   | 5 – 2  | Costa Rica     | [ 105 ]         |
| 22   | 17 de junho    | Copa do Mundo FIFA de 2002              | Kobe                    | 2 – 0  | Bélgica        | [ 105 ]         |
| 23   | 21 de junho    | Copa do Mundo FIFA de 2002              | Shizuoka                | 2 – 1  | Inglaterra     | [ 105 ]         |
| 24   | 26 de junho    | Copa do Mundo FIFA de 2002              | Saitama                 | 1 – 0  | Turquia        | [ 105 ]         |
| 25   | 30 de junho    | Copa do Mundo FIFA de 2002              | Yokohama                | 2 – 0  | Alemanha       | [ 105 ]         |
| 26   | 21 de agosto   | Amistoso                                | Fortaleza               | 0 – 1  | Paraguai       | [ 105 ]         |
| 2013 |                |                                         |                         |        |                |                 |
| 27   | 6 de fevereiro | Amistoso                                | Londres                 | 1 – 2  | Inglaterra     | [ 106 ]         |
| 28   | 21 de março    | Amistoso                                | Genebra                 | 2 – 2  | Itália         | [ 107 ]         |
| 29   | 25 de março    | Amistoso                                | Londres                 | 1 – 1  | Rússia         | [ 108 ]         |
| 30   | 6 de abril     | Amistoso                                | Santa Cruz de la Sierra | 4 – 0  | Bolívia        | [ 109 ]         |
| 31   | 24 de abril    | Amistoso                                | Belo Horizonte          | 2 – 2  | Chile          | [ 110 ]         |
| 32   | 2 de junho     | Amistoso                                | Rio de Janeiro          | 2 – 2  | Inglaterra     | [ 111 ] [ 112 ] |
| 33   | 9 de junho     | Amistoso                                | Porto Alegre            | 3 – 0  | França         | [ 113 ]         |
| 34   | 15 de junho    | Copa das Confederações (grupo A)        | Brasília                | 3 – 0  | Japão          | [ 114 ]         |
| 35   | 19 de junho    | Copa das Confederações (grupo A)        | Fortaleza               | 2 – 0  | México         | [ 115 ]         |
| 36   | 22 de junho    | Copa das Confederações (grupo A)        | Salvador                | 4 – 2  | Itália         | [ 116 ]         |
| 37   | 26 de junho    | Copa das Confederações (semifinal)      | Belo Horizonte          | 2 – 1  | Uruguai        | [ 117 ]         |
| 38   | 30 de junho    | Copa das Confederações (final)          | Rio de Janeiro          | 3 – 0  | Espanha        | [ 118 ]         |
| 39   | 14 de agosto   | Amistoso                                | Basileia                | 0 – 1  | Suíça          | [ 119 ]         |
| 40   | 7 de setembro  | Amistoso                                | Brasília                | 6 – 0  | Austrália      | [ 120 ]         |
| 41   | 10 de setembro | Amistoso                                | Foxborough              | 3 – 1  | Portugal       | [ 120 ]         |
| 42   | 12 de outubro  | Amistoso                                | Seul                    | 2 – 0  | Coreia do Sul  | [ 120 ]         |
| 43   | 15 de outubro  | Amistoso                                | Pequim                  | 2 – 0  | Zâmbia         | [ 120 ]         |
| 44   | 16 de novembro | Amistoso                                | Miami                   | 5 – 0  | Honduras       | [ 120 ]         |
| 45   | 19 de novembro | Amistoso                                | Toronto                 | 2 – 1  | Chile          | [ 120 ]         |
| 2014 |                |                                         |                         |        |                |                 |
| 46   | 5 de março     | Amistoso                                | Johannesburgo           | 5 – 0  | África do Sul  | [ 120 ]         |
| 47   | 3 de junho     | Amistoso                                | Goiânia                 | 4 – 0  | Panamá         | [ 120 ]         |
| 48   | 6 de junho     | Amistoso                                | São Paulo               | 1 – 0  | Sérvia         | [ 120 ]         |
| 49   | 12 de junho    | Copa do Mundo FIFA de 2014              | São Paulo               | 3 – 1  | Croácia        | [ 121 ]         |
| 50   | 17 de junho    | Copa do Mundo FIFA de 2014              | Fortaleza               | 0 – 0  | México         | [ 121 ]         |
| 51   | 23 de junho    | Copa do Mundo FIFA de 2014              | Brasília                | 4 – 1  | Camarões       | [ 121 ]         |
| 52   | 28 de junho    | Copa do Mundo FIFA de 2014              | Belo Horizonte          | 1 – 1  | Chile          | [ 121 ]         |
| 53   | 4 de julho     | Copa do Mundo FIFA de 2014              | Fortaleza               | 2 – 1  | Colômbia       | [ 121 ]         |
| 54   | 8 de julho     | Copa do Mundo FIFA de 2014              | Belo Horizonte          | 1 – 7  | Alemanha       | [ 121 ]         |
| 55   | 12 de julho    | Copa do Mundo FIFA de 2014              | Brasília                | 0 – 3  | Países Baixos  | [ 121 ]         |

## Estilo de jogo

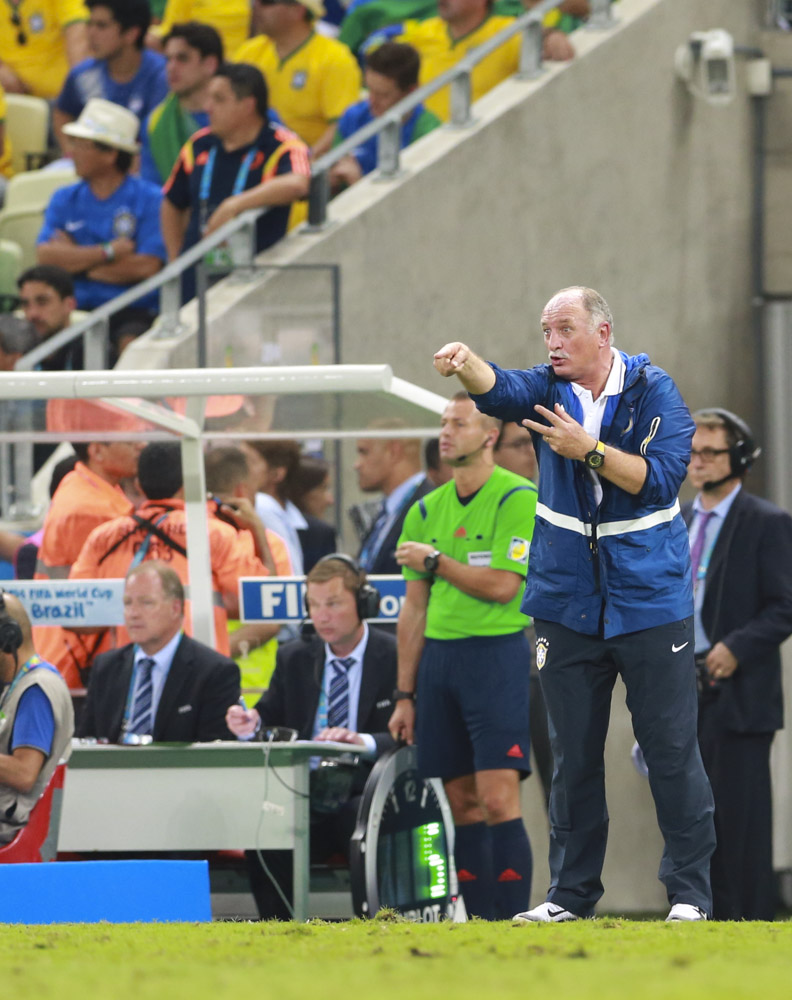
Felipão durante um Brasil e Colômbia em 2014

Scolari conquistou credibilidade em quase todas as equipes que dirigiu. Para tanto, conduz seus elencos com "mão de ferro", não se importando em sacar as tidas estrelas de suas equipes. Usa deste expediente para garantir a união e, consequentemente, obter sucesso nas equipes que dirige. Segundo André Rocha, comentarista da ESPN, Felipão "é de uma escola de treinadores que sempre investiu mais na intuição e na motivação dos atletas do que no exercício, na repetição".
Quando assumiu o Brasil, não hesitou em sacar do grupo um jogador que era reconhecidamente um craque e uma unanimidade nacional: o atacante Romário. Felipão não gostava da postura do craque fora de campo. Foi pressionado, antes do Mundial de 2002 a levar o atacante, então no Vasco, mas não o fez. Com isso, fechou seu grupo no intuito de vencer a Copa. Conseguiu o título e, finalmente, recebeu o reconhecimento merecido.
Felipão usou da mesma fórmula na Seleção Portuguesa. Excluiu nomes como o goleiro Vítor Baía, e afastou definitivamente jogadores da seleção anterior. Foi muito criticado pela imprensa local. Mas obteve semelhante sucesso que no Brasil. Scolari levou Portugal aos melhores resultados de sempre, conseguindo um 2º lugar na Euro 2004 e um 4º lugar no Mundial de 2006.
Seu estilo conservador e confrontador se refletiu em uma polêmica entrevista dada á Rádio Jovem Pan de São Paulo, em outubro de 1998, onde Felipão expôs suas preferências políticas conservadoras, defendeu o ex-ditador chileno Augusto Pinochet, ao declarar: "Pinochet fez muita coisa boa também". "Ajeitou muitas coisas lá (no Chile). O pessoal estava meio desajeitado. Ele pode ter feito uma ou outra retaliaçãozinha aqui e ali, mas fez muito mais do que não fez". Ao se então questionado sobre os milhares de casos fartamente documentados de prisões políticas, tortura, desaparecimento ou execução de opositores políticos praticados pelo governo de Pinochet, declarou:  "há determinados momentos que ou o pessoal se ajeita ou a anarquia toma conta".

## Recorde de vitórias seguidas em mundiais
Na Copa do Mundo FIFA de 2006, por Portugal, Felipão tornou-se o primeiro treinador da história dos mundiais a obter onze vitórias consecutivas: sete pelo Brasil durante a Copa do Mundo de 2002 (quando conquistou o Penta para a Seleção Canarinho) e quatro pela Seleção Portuguesa na Copa do Mundo de 2006, encerrando essa série de vitórias consecutivas nas quartas de final, no empate em 0 a 0 no tempo normal e na prorrogação com a Inglaterra. Nesta partida, obteve a classificação nos pênaltis após o goleiro Ricardo, que estava substituindo o ídolo português Vítor Baía, conseguir a inédita marca de defender três cobranças em uma mesma partida de Copa do Mundo, superando nove outros goleiros que já haviam defendido duas cobranças, como o brasileiro Taffarel e o argentino Sergio Goycochea.
Na Copa do Mundo FIFA de 2002, Felipão levou a Seleção Brasileira a vitórias contra Turquia, China, Costa Rica, Bélgica, Inglaterra, Turquia novamente e, na grande final, a não menos poderosa Alemanha.
Em 2006, na Alemanha, Felipão levou a "Seleção das Quinas", como é conhecida a Seleção Portuguesa, a vitórias contra Angola, Irã, México e Holanda.

## Crenças religiosas

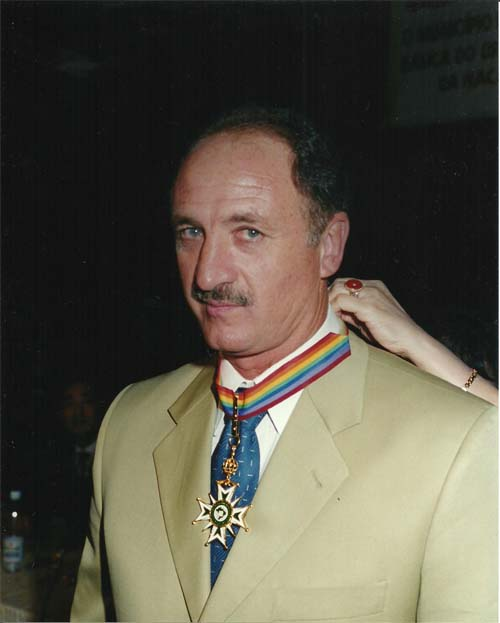
Felipão recebendo medalha de Comendador.

Felipão sempre foi conhecido por sua fé católica. Na conquista do pentacampeonato mundial com a Seleção Brasileira, levou consigo e com seus jogadores uma imagem de Nossa Senhora de Caravaggio (santa venerada entre os descendentes de italianos do Sul do Brasil), tendo até se tornado garoto-propaganda de Farroupilha e do Antigo Santuário de Nossa Senhora de Caravaggio ao estampar campanha para visitação do Santuário.
A imagem acompanhou a Seleção Brasileira durante a campanha em que conquistou pela quinta vez o campeonato mundial. Felipão, em agradecimento, pagou uma promessa, indo de Caxias do Sul a Farroupilha, a pé, andando uma distância de aproximadamente 20 quilômetros. Ao deixar a seleção, a imagem da santa permaneceu no Brasil, até que tempos depois, para impulsionar a participação de Portugal na Eurocopa, Felipão mandou buscá-la na Granja Comary.
Scolari passou a maior parte de sua carreira em Caxias do Sul, e deste fato surgiu sua devoção a Nossa Senhora do Caravaggio. A famosa imagem que o acompanha foi um presente ganho, em 2001, no quadro "amigo oculto" promovido todo final de ano pelo Fantástico, dado a ele pela atriz Fernanda Montenegro.

## Títulos

### Como jogador
CSA
- Campeonato Alagoano: 1981

### Como treinador
Brasil de Pelotas[carece de fontes?]
- Campeonato do Interior Gaúcho: 1983

Grêmio[carece de fontes?]
- Campeonato Gaúcho: 1987, 1995 e 1996
- Copa do Brasil: 1994
- Copa Libertadores da América: 1995
- Recopa Sul-Americana: 1996
- Campeonato Brasileiro: 1996

Qadsia SC[carece de fontes?]
- Copa do Emir (Kuwait): 1988–89
- Campeonato Kuwaitiano: 1991–92

Criciúma[carece de fontes?]
- Campeonato Catarinense: 1991
- Copa do Brasil: 1991

Júbilo Iwata[carece de fontes?]
- Campeonato Japonês: 1997

Palmeiras[carece de fontes?]
- Copa do Brasil: 1998 e 2012
- Copa Mercosul: 1998
- Copa Libertadores da América: 1999
- Torneio Rio-São Paulo: 2000
- Copa dos Campeões: 2000
- Campeonato Brasileiro: 2018

Cruzeiro[carece de fontes?]
- Copa Sul-Minas: 2001

Bunyodkor[carece de fontes?]
- Campeonato Uzbeque: 2009 e 2010
- Copa do Uzbequistão: 2010

Guangzhou Evergrande[carece de fontes?]
- Superliga Chinesa: 2015, 2016 e 2017
- Liga dos Campeões da AFC: 2015
- Copa da China: 2016
- Supercopa da China: 2016 e 2017

Seleção Kuwaitiana[carece de fontes?]
- Copa do Golfo: 1990

Seleção Brasileira[carece de fontes?]
- Copa do Mundo FIFA: 2002
- Copa das Confederações FIFA: 2013

### Como diretor técnico
Athletico Paranaense
- Campeonato Paranaense: 2023

### Prêmios individuais
- Melhor Treinador do Mundo da IFFHS: 2002[145]
- Melhor Treinador da América do Sul - El País : 1999 e 2002
- Melhor Treinador do Mundo - El País: 2002
- Melhor Treinador da Copa das Confederações FIFA: 2013
- Melhor Treinador da Superliga Chinesa: 2015, 2016 e 2017
- Melhor Treinador - Troféu Telê Santana: 2018
- Melhor Treinador - Troféu Mesa Redonda: 2018
- Melhor Treinador - Prêmio Craque do Brasileirão: 2018

### Condecorações
- Ordem do Infante D. Henrique: 2004
- Ordem Nacional do Mérito - Cavaleiro: 2002